# Lumpia gulay
Lumpia gulay, (Lumpiang gulay) es un aperitivo Filipino también conocido como Lumpia vegetal, que consiste en una fina crêpe de huevo rellena de verduras cortadas en juliana o en cubos, con carne picada o gambas , todo frito en abundante aceite. Una variante notable del lumpia gulay es el lumpia togue, el cual está hecho mayoritariamente con togue (brotes de soja verde). 
A pesar de su nombre, no es un plato vegetariano por defecto, aunque a partir de la receta original se puede crear la lumpia vegetariana, una variante realmente vegetariana. 

## Descripción
Los ingredientes típicos del lumpia gulay incluyen zanahorias, batata, cebollas, ajo, chalotas, col o lechuga, patatas, jicama, judías verdes, chayote, y togue (brotes de soja verde). Se mezcla con una pequeña cantidad de carne picada, filetes de carne, y/ o gambas. También se puede utilizar pescado cortado en cubos. La carne se cocina a fuego lento durante unos minutos antes de añadir el resto de los ingredientes. Como alternativa, se pueden saltear las verduras. A continuación, se envuelve en una crepe de lumpia y se fríe. Los ingredientes del lumpia gulay son más o menos los mismos que los de las variantes del lumpiang sariwa, salvo que el lumpia gulay se fríe.
Tradicionalmente se come bañada en vinagre o en salsa agridulce, aunque se pueden utilizar otros tipos de salsas. A veces también se conoce como lumpiang prito, un nombre genérico para cualquier versión de lumpia frita.
El lumpia gulay se distingue de otros tipos de lumpia (especialmente del lumpiang Shanghai) en que tiene una mayor proporción de verduras que de carne. También suele tener un diámetro más grueso que el lumpiang Shanghai porque tiene más relleno. Otros tipos de lumpias como lumpia ubod, lumpia labong, y lumpia singkamas son generalmente considerados como platos diferentes.

## Variantes

### Lumpia togue
Una variante popular del lumpia gulay es el lumpia togue, también conocido como "lumpia de brotes de soja". Está preparado prácticamente igual al lumpia gulay con mayoritariamente los mismos ingredientes. La diferencia principal es que el lumpia togue utiliza más togue (Brote de soja verde) como ingrediente principal, reemplazando el relleno principal del lumpia gulay (normalmente col).

### Lumpia vegetariano
El lumpia gulay típicamente no es vegetariano. Aun así, una versión vegetariana se puede preparar a partir del lumpia gulay y del lumpia togue si no se utiliza carne en absoluto. Típicamente también incluyen setas o tofu. Estas versiones se conocen como "lumpia vegetariano", se sirven frescos o fritos. Una versión semivegetariana también puede ser hecha solamente con gambas o pescado.
Versiones veganas de lumpia gulay también puede ser hechas. Aunque el lumpia utilizado debe ser vegano (sin huevo).